# Turnera candida
Turnera candida är en passionsblomsväxtart som beskrevs av M.M. Arbo. Turnera candida ingår i släktet Turnera och familjen passionsblomsväxter. Inga underarter finns listade i Catalogue of Life.